# Macrodema microptera
Macrodema microptera, auch Kurzflügelige Bodenwanze genannt, ist eine Wanze aus der Familie der Rhyparochromidae.

## Merkmale
Die Wanzen werden 3,1 bis 3,9 Millimeter lang. Die glänzend dunkel gefärbten Wanzen sind unbehaart. Die Seiten des Pronotums sind eng gekielt. Die Flügel und der hintere Teil des Pronotums sind braun und tragen eine dunkle Punktierung. Die Schenkel (Femora) der Vorderbeine tragen keine Dornen. Die Art ist in der Regel mikropter, hat also zurückgebildete Flügel, es treten jedoch auch makroptere (voll geflügelte) Individuen auf.

## Verbreitung und Lebensraum
Die Art ist vom atlantisch beeinflussten Teil Europas über den Süden Skandinaviens bis in den Norden der Iberischen Halbinsel verbreitet. Im Osten wird sie seltener, das Verbreitungsgebiet erstreckt sich dort durch Mittel- und Nordeuropa nach Russland. In Deutschland ist die Art weit verbreitet, ist im Norden aber deutlich häufiger als im Süden. Lediglich im Nordwestdeutschen Tiefland ist sie stellenweise sehr häufig. In Österreich beschränkt sich das Vorkommen vor allem auf die Alpen. Die Art ist hier ansonsten nur lokal und  eher selten verbreitet. Sie ist charakteristischer Bewohner von Besenheide-Heiden und andern von Heidekrautgewächsen (Ericaceae) dominierten Lebensräumen, sowohl auf Moor-, trockenen Sand- und Kalkböden. Man findet sie auch an halbschattigen Orten wie etwa in lichten Kiefernwäldern mit Unterwuchs mit Heidekrautgewächsen. Die Art bevorzugt aber trockene, temperaturbegünstigte und sonnige Lebensräume mit Sandböden.

## Lebensweise
Die Tiere leben vor allem am Boden, wo sie an Samen saugen. Nur selten klettern die Imagines zum Saugen auch auf die Pflanzen. Gelegentlich kann auch räuberische Ernährung beobachtet werden. Die Art tritt häufig auch gemeinsam mit Ameisen auf, obwohl eine Beziehung zueinander offenbar nicht besteht. Die Imagines überwintern unter den Nahrungspflanzen und Paaren sich im April und Mai. Von Mai bis Juli findet die Eiablage in der Bodenstreu oder in verholzten Stängeln der Besenheide statt. Die Imagines sterben danach schon bald. Die Nymphen der neuen Generation kann man von Juni bis August beobachten, ab der zweiten Julihälfte treten die ersten Adulten auf. Die Männchen sind bereits ab November fortpflanzungsfähig, die Weibchen bilden erst durch künstliche Erwärmung noch vor der Überwinterung reife Eier.

## Belege